# Пандоро
Пандо́ро (італ. pandoro; італійська вимова: [panˈdɔːro]) — традиційний італійський солодкий різдвяний хліб, який випікають на Різдво та Новий рік. Зазвичай, веронський продукт пандоро традиційно має форму усіченого конуса з восьмипроменевою зіркою. Італійським аналогом є панетон, а Великодній відповідник — великодня голубка.
Пандоро часто подають з посипаною цукровою пудрою із запахом ванілі, зроблену так, щоб нагадувати засніжені вершини італійських Альп під час Різдва.

## Історія

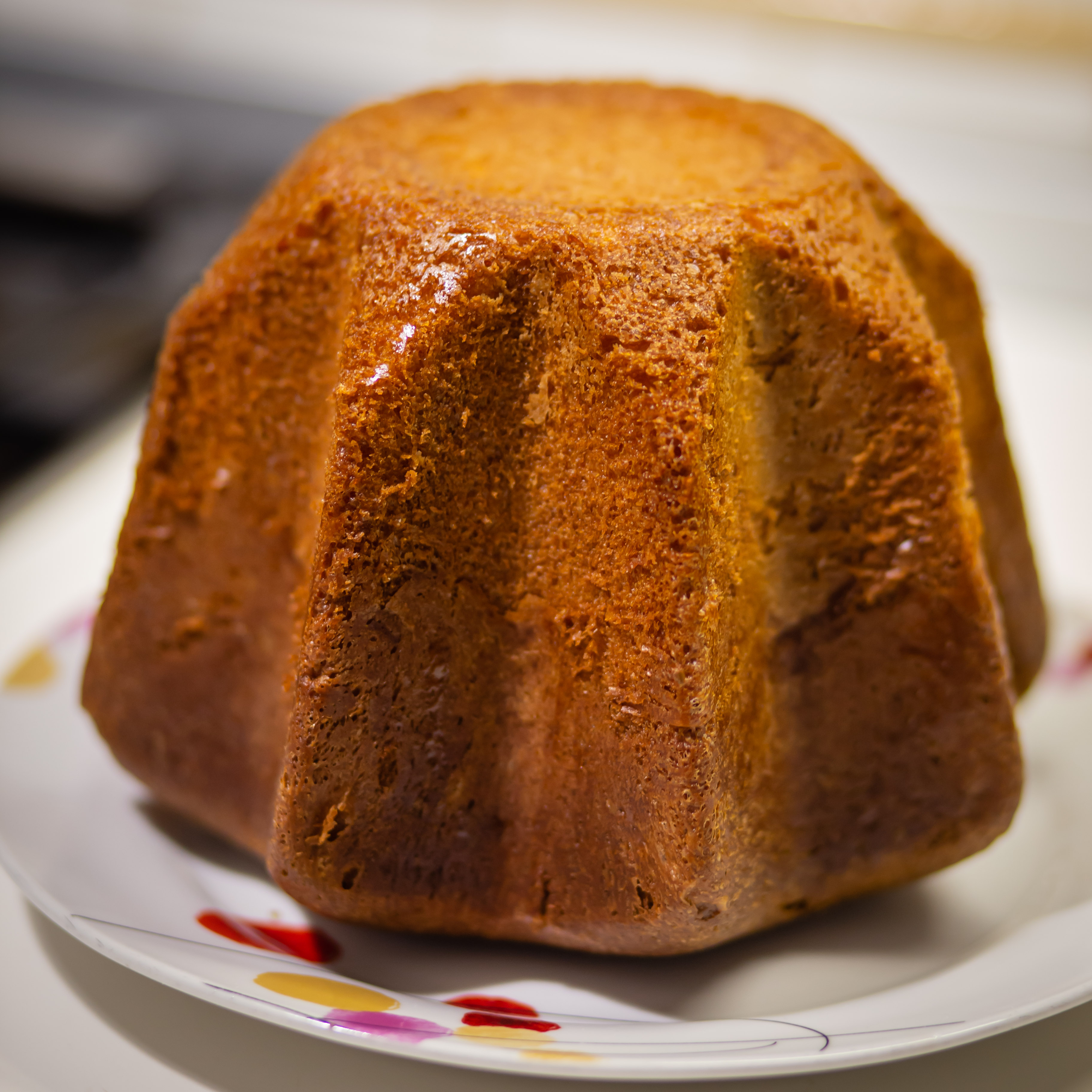
Класичний Пандоро

### Давня версія
Пандоро з'явився у далекі часи, продукт давнього мистецтва хліборобства, як випливає з назви, pan d'oro (дослівно: «золотий хліб»). Протягом середньовіччя білий хліб вживали виключно багаті, тоді як простий народ міг собі дозволити лише чорний хліб і, часто, навіть не це. Солодкий хліб був зарезервований для знаті. Хліб, збагачений яйцями, маслом, цукром чи медом, подавали у палацах і називали королівським хлібом або золотим хлібом.
Десерти, спожиті в XVII столітті, були описані в книзі «Суор Селеста Ґалілей, листи до її батька», виданій туринською «Ла Розою», і включала «королівський хліб», виготовлений з борошна, цукру, масла та яєць. Однак хліб був відомий і цінувався вже в стародавньому Римі Плінія Старшого, в I столітті. Цей хліб виготовлявся з "найтоншого борошна в поєднанні з яйцями, маслом та олією". Верґілій та Лівій згадали цю випічку під назвою Лі́бум (італ. Libum).

### Сучасна версія
Перше цитування десерту, чітко визначеного як пандоро, відноситься до XVIII століття. Десерт, безумовно, фігурував у кухні венеційської аристократії. Венеція була основним ринком збуту спецій ще в XVIII столітті, а також цукру, який на той час замінив мед у європейській випічці та хлібі з квашеного тіста. І саме у Вероні, на венеційській території, була розроблена та вдосконалена формула виготовлення пандоро — процес, який вимагав століття. Сучасна історія цього десертного хліба розпочалася у Вероні 30 жовтня 1894 р., коли Доменіко Мелеґатті отримав патент на процедуру, яка застосовується у виробництві пандоро промисловим способом.
Італійські пекарі випікли близько 50 млн пандори в Італії в 2008 році на суму близько 300 мільйонів євро.

## Подавання
Традиційний пандоро, на відміну від панетоне, не прикрашений внутрішньо вершками, цукатами або родзинками. Згодом виробники намагалися диференціювати свою пропозицію, винаходячи або повторно використовувати конкретні рецепти, і тепер можна спробувати пандори в різних версіях, наприклад, фаршировані заварним кремом або покриті шаром шоколаду. Рекомендується нагріти його перед вживанням. Пандоро часто продається в картонних коробках з цукровою пудрою, включеної в окрему сумку.

## Подальше читання
- di Giovine, Elia (1989). Pandoro. Successo segreto di un dolce dalle origini alla fase industriale [Pandoro. Secret success of a sweet from its origins to mass production] (італ.). Gemma Editco. ISBN 8889125284.